# The Blackout (gruppo musicale)
I The Blackout sono un gruppo post-hardcore proveniente da Merthyr Tydfil, nella zona sud del Galles, nel Regno Unito. Dopo aver affiancato, insieme ai Dopamine, i connazionali Lostprophets nel loro Liberation Transmission Tour, realizzano il loro primo minialbum The Blackout! The Blackout! The Blackout!. Nell'ottobre 2007 la band ha fatto uscire l'album di debutto, We Are the Dynamite!. Il 9 giugno 2009 è uscito  The Best in Town, pubblicato dalla Epitaph Records.

## Storia del gruppo
The Blackout si sono formati nel 2003 nel Sud-Galles e traggono ispirazione da vari generi, combinando chitarre, batteria, urlato e voci melodiche.
La band ha suonato nel e intorno al Regno Unito con gruppi del calibro di Lostprophets, Funeral for a Friend, Fightstar, Avenged Sevenfold, Reuben, The Used, Dredg, Eighteen Visions, Thrice e Hidden in Plain View così come hanno aperto il Give It a Name Festival nell'aprile 2006. Hanno anche suonato nel palco principale al The Full Ponty Festival 2007 insieme a Lostprophets, Reel Big Fish and The Automatic.
Sono stati anche nominati come Miglior Band Britannica Emergente ("Best British Newcomer") ai Kerrang! Awards 2006, dove il gruppo però è stato battuto dai Bring Me the Horizon.
The Blackout, il 23 ottobre 2006, hanno fatto uscire il loro mini-album di debutto intitolato The Blackout! The Blackout! The Blackout! tramite la Fierce Panda Records e l'unico singolo estratto è Hard Slammin'.
Il 1º ottobre 2007 il gruppo ha fatto uscire il proprio album di debutto We Are the Dynamite!, sotto la Fierce Panda Records. Il primo singolo estratto The Beijing Cocktail è uscito una settimana prima di We Are the Dynamite! il quale è l'album venduto più velocemente mai realizzato dalla Fierce Panda.
In coincidenza con l'uscita dell'album di debutto, la band annunciò un tour del Regno Unito di 14 date con i Flood of Red e Pierce the Veil.
The Blackout hanno partecipato al Taste of Chaos Tour Europeo nel novembre 2007 suonando accanto a The Used, Rise Against, Aiden e Gallows.
Il secondo singolo estratto da We Are the Dynamite! è It's High Tide Baby (con la partecipazione di Ian Watkins, cantante dei Lostprophets) ed è uscito l'11 febbraio 2008.
Dopo la pubblicazione il gruppo ha condiviso il palco con formazioni come Funeral for a Friend, Avenged Sevenfold e Thrice. Nel 2008 partecipa al festival Give It A Name a Londra e Sheffield assieme a Paramore, Thirty Seconds to Mars ed Alkaline Trio. Dopo aver firmato un contratto con la Epitaph, il 9 giugno 2009 esce il nuovo album della formazione, The Best in Town. Il gruppo tornerà nel 2024 ad esibirsi dal vivo.

## Formazione
- Sean Smith - voce
- Gavin Butler - voce
- Matthew Davies - chitarra solista
- James Davies - chitarra ritmica
- Rhys Lewis - basso
- Gareth Lawrence - batteria

## Discografia

### Album studio
- 2004 – Pull No Punches (demo di 3 tracce)
- 2006 – The Blackout! The Blackout! The Blackout! (mini-album)
- 2007 – We Are the Dynamite!
- 2009 – The Best in Town
- 2011 – Hope
- 2013 – Start the Party

### Singoli
- 2006 – Hard Slammin'
- 2007 – The Beijing Cocktail
- 2008 – It's Hide Tide Baby (feat. Ian Watinks)
- 2009 – Children of the Night
- 2011 – Higher and Higher

### Altre canzoni
- 2007 – My Generation - cover dei (Limp Bizkit)